# Лоранце
Лоранце (итал. Loranzè) — коммуна в Италии, располагается в регионе Пьемонт, в провинции Турин.
Население составляет 1003 человека (2008 г.), плотность населения составляет 251 чел./км². Занимает площадь 4 км². Почтовый индекс — 10010. Телефонный код — 0125.
Покровителями коммуны почитаются святой Фирмин Амьенский, празднование 25 сентября, и святой Лаврентий.

## Демография
Динамика населения:

## Администрация коммуны
- Официальный сайт: http://www.comune.loranze.to.it/